# یک سنگ عجیب
یک سنگ عجیب (به انگلیسی: One Strange Rock) یک فیلم مستند سریالی است که توسط دارن آرونوفسکی تولید شده و در شبکه نشنال جئوگرافیک در تاریخ ۲۶ مارس ۲۰۱۸ برای نخستین بار پخش گردید.
این پروژه در ۶ قاره و ۴۵ کشور جهان فیلمبرداری شده‌است و با تکنیک‌های فیلمبرداری خاص خود نماهایی از زندگی بشر روی زمین را به تصویر می‌کشد که خیلی کمتر به آن‌ها توجه شده‌است.
این مستند ده قسمتی داستان چگونگی زنده ماندن زمین را با کمک هشت فضانورد که از بالای زمین شاهد اتفاقات منحصر به فردی بوده‌اند را بازگو می‌کند.
طبق گفته نشنال جئوگرافیک فصل دوم این مجموعه مستند برای سال ۲۰۲۰ تمدید شده است.

## فرضیه
یک سنگ عجیب داستان چگونگی زنده ماندن و پیشرفت در سیاره زمین را نشان می‌دهد، همانطور که هشت فضانورد از دیدگاه منحصر به فرد خود برای دور شدن از زمین (برای حدود ۱٬۰۰۰ روز) توضیحاتی داده‌اند.

## بازیگران
مجری این مستند ویل اسمیت بازیگر سینما است. همچنین این مستند از حضور هشت فضانورد کمک گرفته‌است: کریس هدفیلد، نیکول استات
، جفری ای هافمن، می جمیسون، للند دی. ملوین، مایکل جی ماسیمینو، جری ام لایننجر، پگی ویتسون

## قسمت‌ها
| شم. | عنوان     | کارگردان       | نویسنده                   | تاریخ انتشار اصلی | U.S. تعداد بیننده (میلیون) |
| --- | --------- | -------------- | ------------------------- | ----------------- | -------------------------- |
| ۱   | «تنفس»    | گراهام بوت     | گراهام بوت                | ۲۶ مارس ۲۰۱۸      | ن/م                        |
| ۲   | «طوفان»   | نات شرمن       | نات شرمن                  | ۲ آوریل ۲۰۱۸      | ن/م                        |
| ۳   | «پوشش»    | نیک استیسی     | نیک استیسی                | ۹ آوریل ۲۰۱۸      | ن/م                        |
| ۴   | «پیدایش»  | نیکولاس جردن   | نیکولاس جردن و اولی توینچ | ۱۶ آوریل ۲۰۱۸     | ن/م                        |
| ۵   | «برزیستی» | کریستوفر رایلی | کریستوفر رایلی            | ۲۳ آوریل ۲۰۱۸     | ۴۵۷                        |
| ۶   | «گریز»    | نات شرمن       | نات شرمن                  | ۳۰ آوریل ۲۰۱۸     | ۴۸۱                        |
| ۷   | «تشابه»   | نیکولاس جردن   | نیکولاس جردن              | ۷ مه ۲۰۱۸         | ۴۸۶                        |
| ۸   | «بیگانه»  | نیک استیسی     | نیک استیسی                | ۱۴ مه ۲۰۱۸        | ن/م                        |
| ۹   | «بیداری»  | گراهام بوت     | گراهام بوت                | ۲۱ مه ۲۰۱۸        | ن/م                        |
| ۱۰  | «خانه»    | آلیس جونز      | آلیس جونز                 | ۲۸ مه ۲۰۱۸        | ن/م                        |